# Деревянко, Юрий Гаврилович
Юрий Гаври́лович Деревя́нко (1912—1995) — инженер-судостроитель, заместитель Председателя Государственного комитета СМ СССР по судостроению, заместитель министра судостроительной промышленности СССР. Герой Социалистического Труда.

## Биография
Родился 23 апреля (6 мая) 1912 года в местечке Рожище (ныне Волынская область, Украина).
В 1926 году начал работать в Главных железнодорожных мастерских станции Гайворон ЮЗЖД учеником слесаря. В 1929 году поступил в ЛИИ имени М. И. Калинина, который окончил в 1935 году. Во время учёбы в 1932 году вступил в ВКП(б). После окончания института начал работу мастером на судостроительном заводе имени Андре Марти (ныне ОАО «Адмиралтейские верфи») в Ленинграде. В 1936—1939 годах работал инженером-технологом, заместителем начальника корпусного цеха по технической части, прорабом на переименованном в завод № 194 предприятии. В феврале 1939 года был назначен заместителем главного конструктора. В предвоенные годы руководил проектированием и доводкой опытной подводной лодки со сварным корпусом.
В 1940 году заочно окончил аспирантуру в ЛИИ имени М. И. Калинина и защитил диссертацию на соискание степени кандидата технических наук.

### В годы Великой Отечественной войны
В октябре 1941 года Деревянко был назначен главным инженером судостроительного завода имени Марти. Во время Великой Отечественной войны под его руководством были разработаны проекты и обеспечено строительство на заводах «Судомех» и «Петрозавод» самоходных плашкоутов и тендеров для ладожской «Дороги жизни». С мая по июнь 1942 года было построено 115 данных судов. Одновременно под руководством Деревянко и В. М. Мудрова (1905—1989) велось проектирование и строительство малых сварных бронированных морских охотников за подводными лодками. Проектирование морских охотников шло в сжатые сроки, всего за 15 дней был разработан проект корабля с упрощёнными прямолинейными обводами корпуса. Корпус был сварным и состоял из трех блоков. Средняя часть и рубка первых кораблей серии изготавливались из имевшейся в наличии брони для лёгких танков. Малые охотники строились в 1943—1945 годах, всего было построено 66 кораблей данного типа. На заводе под руководством Деревянко также велись проектные работы и строительство морских бронекатеров и шхерных мониторов. В июне 1943 года Деревянко был назначен главным конструктором завода.

### В послевоенный период
В 1946 году Деревянко был назначен первым начальником ЦКБ-53 (ныне Северное проектно-конструкторское бюро). Под его руководством были завершены работы по проектированию эскадренных миноносцев проектов 30-К типа «Осмотрительный» (в 1947—1950 годах было построено 11 кораблей) и проекта 30-бис типа «Смелый» (всего с 1948 по 1953 годы было построено 70 кораблей данного проекта), начинались конструкторские разработки и работы по эсминцу проекта 56 типа «Спокойный» (в период с 1953 по 1958 было построено 27 кораблей данного типа).
В июле 1952 года Деревянко был вновь назначен главным инженером завода № 194 в Ленинграде (переименованного завода А. Марти), а в ноябре 1955 года — директором научно-исследовательского института технологии судостроения ЦНИИ−138 (ныне — ОАО «Центр технологии судостроения и судоремонта».
В 1956—1966 годах был главным редактором журнала «Судостроение». В феврале 1958 года назначен на должность заместителя председателя Государственного комитета по судостроению СССР. С 1959 года являлся членом национального совета по сварке АН СССР.
В 1965—1977 годах работал заместителем Министра судостроительной промышленности СССР. С 1977 году — персональный пенсионер союзного значения. Почётный член НТО имени А. Н. Крылова.
Скончался 13 ноября 1995 года. Похоронен в Москве на Востряковском кладбище.

## Награды и премии
- Герой Социалистического Труда — Указом Президиума Верховного Совета СССР (с грифом «не подлежит опубликованию») от 28 апреля 1968 года «за большие заслуги в деле создания и производства новых типов ракетного вооружения, а также атомных подводных лодок и надводных кораблей, оснащенных этим оружием, и перевооружения кораблей Военно-Морского Флота» с вручением ордена Ленина и золотой медали Серп и Молот[7][8][9];
- орден Ленина (1963);
- орден Отечественной войны I степени (1985);
- орден Отечественной войны II степени]] (18.7.1945);
- орден Трудового Красного Знамени (1959);
- орден Красной Звезды (1942);
- орден «Знак Почёта» (1957);
- медали, в том числе медаль «За оборону Ленинграда»[1][10].
- Сталинская премия первой степени (1951) — за работу в области техники[11].